# University of Mount Union

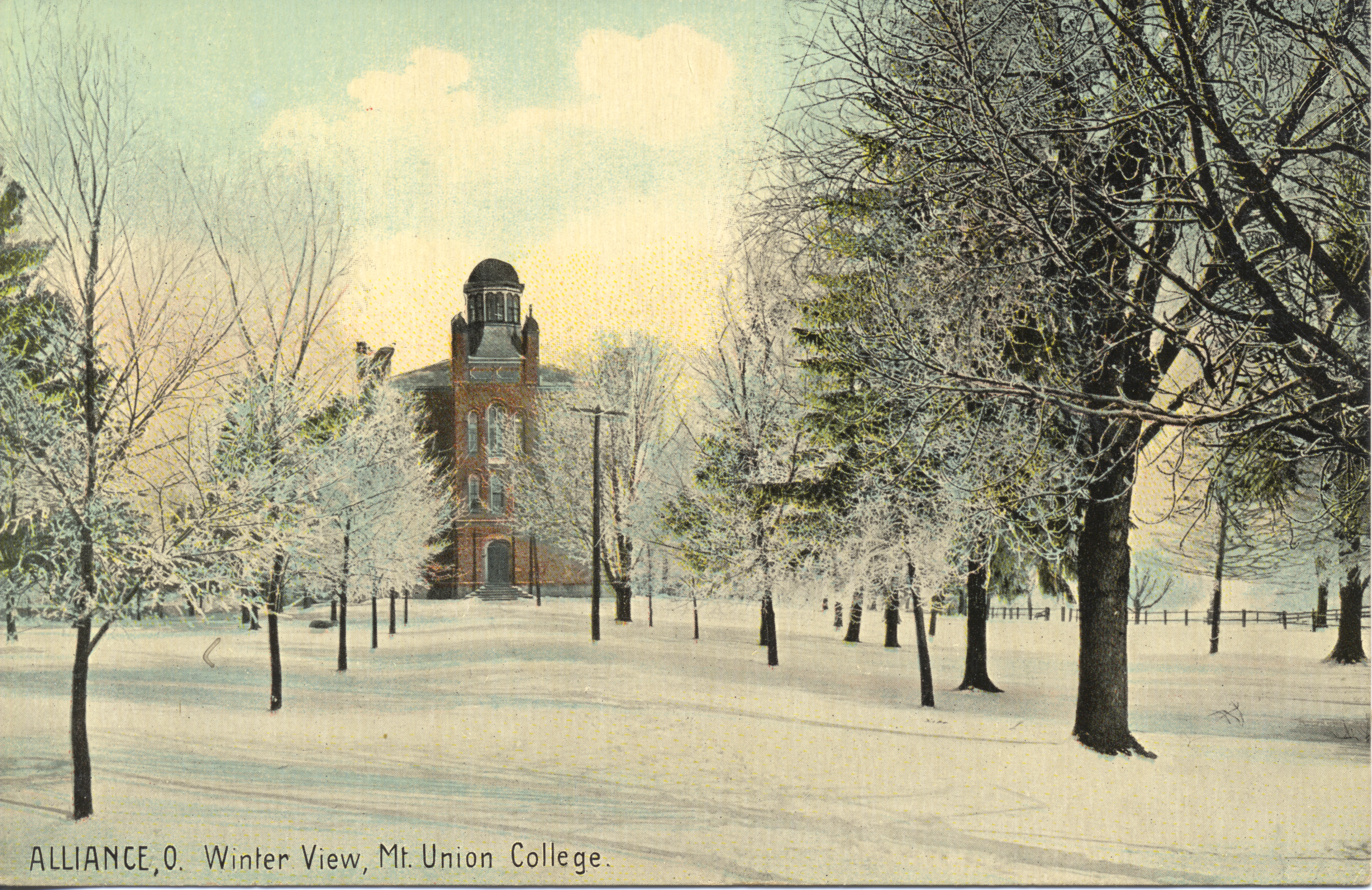
Der Campus der UMU im Winter. Im Hintergrund die Chapman Hall.

Die University of Mount Union (UMU) ist eine private Hochschule im Mittleren Westen der Vereinigten Staaten. Sitz ist die Stadt Alliance im US‑Bundesstaat Ohio.

## Geschichte
Gegründet wurde sie im Jahr 1846 unter dem Namen Select School und nur drei Jahre später, 1849, in Mount Union Seminary umbenannt. Ab 1856 hieß sie dann für lange Zeit Mount Union College, bevor sie erst 2010 ihren heutigen Namen erhielt.
Die UMU bietet ein breites akademisches Programm, das auf der Tradition der Sieben freien Künste basiert. Dazu gehören berufsspezifische Bachelor-Studiengänge sowie Graduiertenprogramme.

## Sport und Freizeit

Logo der Purple Raiders, der Football-Mannschaft der UMU

Darüber hinaus gibt es zahlreiche Freizeitangebote für sportliche Betätigungen. Die Universität hat zwölf Mannschaften für männliche Angehörige und zehn weibliche Teams in Sportarten wie Badminton, Baseball, Basketball, Golf, Schwimmen, Tennis, Volleyball und so weiter. Die Farben der UMU sind Purpur und Weiß. Besonders erwähnenswert ist die erfolgreiche Football-Mannschaft, genannt die Mount Union Purple Raiders.
Es gibt jeweils vier Fraternities und Sororities, also Zusammenschlüsse in angloamerikanischen Tradition für Studenten beziehungsweise Studentinnen.